# Liste der denkmalgeschützten Objekte in Klingenbach
Die Liste der denkmalgeschützten Objekte in Klingenbach enthält die 6 denkmalgeschützten, unbeweglichen Objekte der Gemeinde Klingenbach im österreichischen Burgenland.

## Denkmäler
| Foto |                 | Denkmal                                                                       | Standort                                                     | Beschreibung | Metadaten |
| ---- | --------------- | ----------------------------------------------------------------------------- | ------------------------------------------------------------ | --- | --- |
| ja   | Datei hochladen | Friedhofskreuz HERIS-ID: 29148 Objekt-ID: 25780                               | bei Gartengasse 16, am Ortsfriedhof Standort KG: Klingenbach | Ein Steinkreuz auf breitem Sockel, das aus dem ehemaligen Paulinerkloster Baumgarten stammt und 1810 in Klingenbach aufgestellt wurde. | BDA-Hist.: Q37924443 Status: § 2a Stand der BDA-Liste: 2025-06-30 Name: Friedhofskreuz GstNr.: 429/2 Friedhofskreuz, Klingenbach                          |
| ja   | Datei hochladen | Kath. Pfarrkirche hl. Jakobus der Ältere HERIS-ID: 206269seit 2023            | Kirchenplatz 1 Standort KG: Klingenbach                      | Der dreigeschoßige Turm mit achtseitigem Steinpyramidenhelm stammt aus dem 17. Jahrhundert. Die Versammlungshalle ist ein Neubau aus dem Jahr 1975 von Josef Patzelt. Anmerkung: bis 2022 waren nur die älteren Teile (Turm und Teile der Ausstattung) geschützt | BDA-Hist.: Q1679533 Status: Bescheid Stand der BDA-Liste: 2025-06-30 Name: Kath. Pfarrkirche hl. Jakobus der Ältere GstNr.: 297 Jakobskirche, Klingenbach |
| ja   | Datei hochladen | Pestsäule HERIS-ID: 29149 Objekt-ID: 25781                                    | bei Kirchenplatz 3 Standort KG: Klingenbach                  | Eine Säule mit dichtem Laub- und Blütengewinde. Obenauf die eng gedrängten Figuren hll. Maria, Rochus, Sebastian und Rosalia. | BDA-Hist.: Q37924453 Status: § 2a Stand der BDA-Liste: 2025-06-30 Name: Pestsäule GstNr.: 296/1                                                           |
| ja   | Datei hochladen | Bildstock, sog. „Guter Hirte“/Schneiderkreuz HERIS-ID: 29146 Objekt-ID: 25778 | bei Teichgasse 3 Standort KG: Klingenbach                    | Ein schlanker Tabernakelpfeiler, der urkundlich 1518 erwähnt wurde. | BDA-Hist.: Q37924430 Status: § 2a Stand der BDA-Liste: 2025-06-30 Name: Bildstock, sog. „Guter Hirte“/Schneiderkreuz GstNr.: 77                           |
| ja   | Datei hochladen | Pietà, Zagersdorfer Madonna HERIS-ID: 67860 Objekt-ID: 80841                  | gegenüber Teichgasse 16 Standort KG: Klingenbach             | | BDA-Hist.: Q38117736 Status: § 2a Stand der BDA-Liste: 2025-06-30 Name: Pietà, Zagersdorfer Madonna GstNr.: 426                                           |
| ja   | Datei hochladen | Pietà im Dorf HERIS-ID: 67859 Objekt-ID: 80840                                | gegenüber Schulgasse 11 Standort KG: Klingenbach             | | BDA-Hist.: Q38117726 Status: § 2a Stand der BDA-Liste: 2025-06-30 Name: Pietà im Dorf GstNr.: 190                                                         |